# ديوتيموس الرواقي
ديوتيموس (باليونانية: Διότιμος)‏ كان فيلسوفًا رواقيًا، عاش تقريبًا في العام 100 قبل الميلاد.
يقال إنه اتهم إبيقور بأنه فاسد وبتزوير خمسين خطابًا كتبها إبيقور، لإثبات ذلك. ووفقًا لأثينايوس، الذي يلمح بوضوح إلى نفس القصة في ممر حيث يكونديوتيموس بديلًا عن ثيوتيموس، الذي أدين بالتزوير، في دعوى زينون الصيدوني، والذي نفذ فيه حكم الإعدام. نتعلم من إكليمندس الإسكندري، لقد اعتبر أن السعادة أو الرفاهية تتألف، ولكن في التراكم التام للبركات، من دون أي خير، وهو ما يبدو وكأنه خروج عن الرواقية الصارمة للرؤية الأكثر واقعية لأرسطو.